# Inmigración vasca en Uruguay
La inmigración vasca en Uruguay se refiere al movimiento migratorio de individuos originarios de Euskal Herria hacia territorio uruguayo. La presencia vasca en Uruguay tiene una larga tradición, remontándose a la época colonial y siendo constante a lo largo de la historia, por lo que ha contribuido en gran medida en la conformación demográfica y cultural del país.
Uruguay es el país del continente americano que más inmigrantes vascos recibió en proporción a su tamaño y población. De acuerdo a estimaciones, aproximadamente 350.000 uruguayos poseen ascendencia vasca, lo que equivale a un 10% de la población total del país. Asimismo, en Uruguay existen 33.000 apellidos originales de Vasconia.

## Historia
La presencia vasca en el territorio del actual Uruguay se remonta al siglo XVIII, ya que el fundador de Montevideo, Bruno Mauricio de Zabala era oriundo de Durango. Durante la época colonial se produjo la llegada de individuos del Imperio español a la Banda Oriental; incluyendo a importantes figuras de la administración del territorio, como quien fuese el primer gobernador de Montevideo, José Joaquín de Viana, proveniente de Lagrán. A partir de la década de 1820, llegaron aproximadamente 15.000 vascos originarios, en su mayoría, del País Vasco francés.
Entre las décadas de 1830 y 1840, la llegada de vascos a Uruguay –que ya se había constituido como un Estado independiente– fue significativa a causa de la primera guerra carlista. A su vez, a partir de la década de 1860 comienza una nueva oleada desencadenada por crisis agrarias en el medio rural, por la tercera guerra carlista en España y la instauración del servicio militar obligatorio en Francia. Por entonces, en ambos países se promovía activamente a Uruguay como un destino propicio para «hacer las Américas», ofreciendo la oportunidad de prosperar y forjar un futuro. Los inmigrantes vascos que se dirigían a Uruguay partían desde los puertos de Burdeos, Bayona o Pasajes.
Durante gran parte del siglo XIX, numerosos inmigrantes vascos arribaron a Uruguay en condiciones cercanas a la semi-esclavitud. Este fenómeno se debió, en gran medida, a contratos abusivos que forzaban a los trabajadores a endeudarse para costear su pasaje, quedando posteriormente sujetos a sus empleadores. La mayoría de los vascos en Uruguay se empleó en oficios manuales como albañiles, herreros o carpinteros en Montevideo u otras ciudades, sin perjuicio de que una considerable cantidad de afincó en el interior del país, trabajando en el campo. Algunos hacendados importantes de la segunda mitad del siglo XIX eran de origen vasco.
Con el objetivo de reunir a la comunidad y preservar su cultura y tradiciones, se fundaron numerosas euskal etxeak; la precursora fue Laurak Bat de Montevideo, establecida en 1877. Para inicios del siglo XX, se habían fundado más de cinco centros vascos en la capital, y con el paso del tiempo se establecieron en diversas ciudades del país, tales como San José de Mayo, Colonia del Sacramento, Durazno, Trinidad, Salto y Rosario.
En la década de 1930 se produjo una nueva oleada migratoria producida gracias a la guerra civil española y la subsecuente dictadura de Francisco Franco. El Departamento de Flores presenta la mayor concentración de descendientes de vascos del país.

## Herencia cultural

### Toponimia
La inmigración vasca desempeñó un papel significativo en la configuración cultural y geográfica del territorio uruguayo. A lo largo de las diferentes oleadas migratorias, estos inmigrantes contribuyeron a la fundación de localidades y poblados a lo largo del país que fueron nombrados siguiendo patrones propios de la cultura vasca. Estos nombres, derivados de apellidos, lugares de origen o términos ligados a su lengua y tradiciones, se convirtieron en un reflejo de su identidad y en un vínculo con su tierra natal.

### Festividades
La comunidad vasca de Uruguay celebra con eventos culturales, festividades anuales como el Día de la Diáspora Vasca y el Día de la Virgen de Arantzazu. El centro vasco Laurak Bat de Montevideo organizó las primeras «fiestas euskeras» del país en 1879, que incluían presentaciones de danzas tradicionales, competencias de pelota vasca, y almuerzos con comida típica entre los integrantes de la colectividad. La celebración tenía lugar a orillas del Arroyo Miguelete, en el barrio Prado, y se consolidó como una de las mayores expresiones de la cultura vasca en el país.
Desde 2011, se lleva a cabo la «Semana Nacional Vasca de Flores» –departamento con la mayor concentración de descendientes de inmigrantes vascos–, donde se desarrollan diversas actividades como competiciones deportivas, degustaciones de platos tradicionales, campeonatos de mus, conferencias sobre genealogía y cultura vasca, y charlas que abordan la influencia y presencia de la comunidad vasca en la región.